# Progéniture
La progéniture est l'ensemble des petits issus d'une reproduction sexuée ou asexuée.
Dans le cas particulier des êtres humains, on parlera plutôt de descendance.